# Euderces howdeni
Euderces howdeni är en skalbaggsart som beskrevs av Chemsak 1969. Euderces howdeni ingår i släktet Euderces och familjen långhorningar. Inga underarter finns listade i Catalogue of Life.